# Don't Think of Me
Don't Think of Me è un singolo della cantante britannica Dido, pubblicato il 7 febbraio 2000 come secondo estratto dal primo album in studio No Angel.
Il brano è stato scritto dalla stessa cantante assieme al fratello Rollo Armstrong, Pauline Taylor e Paul Herman e prodotto da Martin Glover (Youth).

## Tracce
CD Singolo (Europa)
1. Don't Think of Me – 4:32

CD Singolo (Stati Uniti)
1. Don't Think of Me (Radio Mix) – 3:56
2. Don't Think Of Me (Album Version Edit) – 4:18
3. Don't Think Of Me (Call Out Research Hook) – 0:10

## Classifiche
| Classifica (2000)          | Posizione massima |
| -------------------------- | ----------------- |
| Stati Uniti (adult top 40) | 35                |